# Appula santarensis
Appula santarensis là một loài bọ cánh cứng trong họ Cerambycidae.